# سمیر توپلاک
سمیر توپلاک (کرواتی: Samir Toplak؛ زادهٔ ۲۳ آوریل ۱۹۷۰) بازیکن سابق و مربی فوتبال اهل کرواسی است.
از باشگاه‌هایی که در آن بازی کرده‌است می‌توان به باشگاه فوتبال بوخوم و باشگاه فوتبال واراژدین اشاره کرد.
وی همچنین در تیم ملی فوتبال کرواسی بازی کرده‌است.